# Unión Perú
El Unión Perú fue un equipo de fútbol perteneciente al distrito de Distrito de Lima, del Departamento de Lima, del Perú. Se funda alrededor del año 1907. El club, se afilia a la Liga Peruana de Fútbol, en la División Intermedia. Luego es promovido a la Primera División de 1917.

## Historia
El club Unión Perú fue un club de fútbol peruano, del Distrito de Lima. Se fundó alrededor del 1907. En sus inicios, practicó el fútbol con otros equipos limeños contemporáneos. Luego se afilia a la  División Intermedia en 1916, organizada por la Liga Peruana de Foot Ball. En ese campeonato logra las primeras posiciones y logra ser promovido a la primera división del siguiente año.
En el Campeonato Peruano de Fútbol de 1917, el Unión Perú logra ubicarse en la sexta posición, al terminar el torneo. A su vez, se enfrentó a equipos importantes del momento como: Juan Bielovucic, Sport José Gálvez, Unión Miraflores, Atlético Peruano, Sport Inca, Jorge Chávez N.º 2, Jorge Chávez N.º 1 y Sport Alianza. Cabe recalcar, que el club fue goleado repetidamente por el Sport Alianza.
Para el siguiente año, el club ocupa el décimo puesto del campeonato. Para el año 1919, no se presenta a participar en el torneo. Por lo que desciende a la División Intermedia del mismo año. El club Unión Perú se mantuvo participando en la División Intermedia, hasta 1929. El club desistió de participar y pierde la categoría. Unión Perú descendió a la tercera división provincial de Lima (equivalente a la cuarta categoría de ese entonces). No participa en el torneo 1930 y quedó temporalmente desafiliado. Sin embargo, pocos años después, regresa a participar y se mantuvo hasta 1940. Finalmente, Unión Perú desaparece permanentemente.

## Datos del club
- Temporadas en División Intermedia: 11  (1916, 1919 al 1929 ).
- Temporadas en Primera División: 2 (1917 y 1918).
- Mejores Resultados:
- Peores Derrotas:
  - Unión Perú 1:5 Sport Alianza (14 de julio de 1918)
  - Unión Perú 0:4 Sport Alianza (20 de octubre de 1918)

## Evolución Indumentaria

#### Desde 1905 al 1940
| Titular 1 | Titular 2 | Titular 3 | Titular 4 | Alterno 1 | Alterno 2 |  |

## Enlaces
- Campeonato Peruano de Fútbol de 1917
- Campeonato Peruano de Fútbol de 1918
- Anécdotas del Campeonato 1918
- Sistema Campeonato Peruano 1930

- Datos: Q76762502